# Mantophryne
Mantophryne es un género de ranas de la familia Microhylidae que es endémico  de la isla de Nueva Guinea y del archipiélago de las Luisiadas. 

## Especies
Se reconocen las 5 especies siguientes:
- Mantophryne axanthogaster Kraus & Allison, 2009
- Mantophryne insignis Günther & Richards, 2016
- Mantophryne lateralis (Boulenger, 1897)
- Mantophryne louisiadensis (Parker, 1934)
- Mantophryne menziesi (Zweifel, 1972)